# Donn Eisele
Donn Fulton Eisele (Columbus, 23 giugno 1930 – Tokyo, 2 dicembre 1987) è stato un astronauta statunitense, membro dell'equipaggio della missione Apollo 7.

## Biografia
Dopo aver svolto il lavoro di pilota per test di volo, nel 1963 venne assunto dalla NASA con il terzo gruppo degli astronauti scelti.
L'11 ottobre venne lanciato per il suo primo ed unico volo nello spazio, la missione di Apollo 7. Il lancio fu il primo di un equipaggio effettuato usando un razzo del tipo Saturn, più precisamente la capsula dell'Apollo era montata in punta al razzo del tipo Saturn 1B.
Dell'equipaggio fecero inoltre parte Walter Schirra e Walter Cunningham. Eisele fu il pilota della missione che venne effettuata per testare l'affidabilità della capsula dell'Apollo nell'orbita terrestre. Dopo 260 ore e 46 minuti di volo, il 22 ottobre 1968 l'Apollo 7 atterrò senza problemi nell'Oceano Atlantico.
Eisele fece parte dell'equipaggio di riserva della missione di Apollo 10 nel ruolo di pilota del modulo di comando, prima di lasciare la NASA nel 1972.
Il 2 dicembre 1987 Eisele morì a causa di un infarto. Lasciò la seconda moglie Susan, con la quale aveva due figli. Inoltre era padre di quattro figli nati dal primo matrimonio. Venne sepolto nel Cimitero nazionale di Arlington, Virginia.
Massone, fu membro della Loggia "Luthor B. Turner" N. 732 di Columbus.